# Clipper (programozási nyelv)
A Clipper egy programozási nyelv, amelyet leginkább DOS operációs rendszeren futó programok fejlesztésére használtak. Bár sokrétűen alkalmazható, elsősorban adatbázis-kezelő alkalmazások fejlesztésére használták.

## Története
Eredetileg 1984-ben hozta létre a Nantucket cég, de csak 1985 májusában kezdték árulni. Elsődleges célja az akkoriban népszerű Ashton Tate-féle dBase II adatbázis programozási nyelvének kiváltása volt. A dBase kód lefordításának eredményeként az addig interpretált kódból pszeudokód lett, amelyet egy virtuális gép hajtott végre. A pszeudokód gyorsabb, mint az interpretálás, de még mindig nem olyan gyors, mint a natív gépi kód.
1992-ben a Computer Associates megvásárolta a Nantucket-től és CA-Clipper néven forgalmazta tovább. 2002 április 22-én a Computer Associates és a GrafX Software bejelentette, hogy elfogadtak egy Fejlesztési, Licencelési, és Marketing Egyezményt két programozási nyelvükre—a CA-Clipperre, és a CA-Visual Objects-re.
Fejlesztése során a Clipper nyelv átvett néhány elemet a C és Pascal nyelvekből és az objektumorientált programozási módszerekből. Megjelent továbbá a kódblokk adattípus, ami egy hibrid koncepció a dBase makrókból, avagy string-kiértékelésből, és a függvénymutatókból összegyúrva. Ez sokkal erőteljesebb lett az eredetinél.
2006 óta a nyelvet folyamatosan fejleszti több szervezet és szállító is. Ma már elérhető több operációs rendszer alatt is (DOS, Windows, Linux, 32 és 64 bit, Unix, és OS X) és több adatbázis-motort (RDD) támogat, melyekkel a legnépszerűbb formátumok (DBF, DBFNTX, DBFCDX, MachSix, SQL…) is kezelhetőek. Az új fejlesztések során elsődleges elv, hogy megmaradjon a kompatibilitás az alap dBase/xBase szintaxissal, miközben objektumorientált (OOP) kiegészítéseket és könnyebb lekérdező felület (sqlExecute()) biztosítson.
Megjelentek ingyenes változatok, mint a CLIP, a Harbour, az xHarbour, és nem utolsósorban a magyar fejlesztésű CCC, de vannak fizetős megoldások is, mint az XBase++ és a FlagShip.
Forrás: The History of Computing Project Archiválva 2008. május 12-i dátummal a Wayback Machine-ben

## Programozás Clipperben
A klasszikus hello world szöveg kiiratása:
```
 ? 
"Hello World!"

```

Egyszerű adatbázis beviteli mezők és maszkolásuk:
```
 
USE
 
Custom
er SHARED NEW
 
CLS

 @  1, 0 SAY 
"CustNum"
 GET 
Custom
er->CustNum PICTURE 
"999999"
 VALID 
Custom
er->CustNum > 0
 @  3, 0 SAY 
"Contact"
 GET 
Custom
er->Contact VALID !
Empty
(
Custom
er->Contact)
 @  4, 0 SAY 
"Address"
 GET 
Custom
er->Address
 
READ

```

## Verziótörténet
Nantucket Corporation által kiadott
"szezonális változatok"
- 1985. május 25. – Nantucket Clipper Winter'84
- 1985 – Nantucket Clipper Summer'85
- 1986. január 29. – Nantucket Clipper Winter'85
- 1986. október 31. – Nantucket Clipper Autumn'86
- 1987. december 21. – Nantucket Clipper Summer'87

Clipper 5
- 1990 – Nantucket Clipper 5.00
- 1991. április 15. – Nantucket Clipper 5.01
- 1992. március 31. – Nantucket Clipper 5.01 Rev.129

Computer Associates által kiadott
CA Clipper
- 1993 5.01a
- 1993. február 15. – 5.20
- 1993. március 15. – 5.2a
- 1993. június 25. – 5.2b
- 1993. augusztus 6. – 5.2c
- 1994. március 25. – 5.2d
- 1995. február 7. – 5.2e
- 1995. június 26. – 5.30
- 1996. május 20. – 5.3a
- 1997. május 20. – 5.3b

(Forrás: http://www.emsps.com)